# هرگز تا ابد
هرگز تا ابد (به انگلیسی: Never for Ever) آلبومی از هنرمند اهل بریتانیا کیت بوش است که در سال ۱۹۸۰ میلادی منتشر شد.